# James Michael Curley
Pour les articles homonymes, voir Curley (homonymie).
James Michael Curley (20 novembre 1874 - 12 novembre 1958) est un homme politique américain. Il a été maire de la ville de Boston à quatre reprises et gouverneur de l'état du Massachusetts entre 1935 et 1937.